# 坊津歴史資料センター輝津館
坊津歴史資料センター輝津館（ぼうのつれきししりょうセンターきしんかん）は、鹿児島県南さつま市坊津町坊にある博物館。

## 概要
日本三津の一つに数えられた坊津の交易資料、仏教資料、漁具などの民俗資料を所蔵・展示している。

## 主な所蔵品
- 絹本著色八相涅槃図 - 龍巌寺（南さつま市坊津町坊）から寄託。国の重要文化財に指定[2][3]。複製品は常時展示されており、実物は毎年11月のみ公開されている[4]
- 杉戸 - 県指定有形文化財（絵画）[5][4]。
- 扁額 - 県指定有形文化財（工芸品）[5][4]。
- 坊津一乗院聖教類等 - 有形文化財（古文書）[5][6]。

## 利用情報
- 休館日：館内燻蒸日、館内整理日
- 開館時間：9時～17時
- 入館料：大人300円（小中学生100円、幼児無料）、20名以上の団体大人210円（小中学生70円）

## 周辺情報
- 鑑真記念館
- 一乗院跡
- 双剣石（国の名勝「坊津」）
- 南さつま市役所坊津支所